# Camille Zamora
Pour les articles homonymes, voir Zamora (homonymie).
Camille Zamora (née le 14 décembre 1976) est une soprano américaine reconnue pour son interprétation d'opéra, de zarzuela, d'oratorio, de mélodie et du répertoire de chant américain ,,,,,,. Elle interprète un répertoire allant du début du baroque aux premières années du vingt-et-unième siècle. Elle chante les œuvres des compositeurs lauréats des  Grammy Awards Robert Aldridge et Herschel Garfein ainsi que le lauréat du Prix de Rome Christopher Theofanidis,.
D'origine espagnole par son père, Camille Zamora chante des textes en langue italienne, allemande, française, russe, tchèque, chinois ainsi qu'en langue anglaise et espagnol, ses langues maternelles. Les critiques du New York Times, du Wall Street Journal et du Houston Chronicle font respectivement l'éloge de ses "interprétations dramatiques et nuancées", elle est qualifiée de "soprano divine" et est reconnue pour "la richesse de son instrument soprano fabuleusement coloré et d'une puissance inébranlable",,.
Camille Zamora et sa collègue diplômée de Juilliard, Monica Yunus, sont cofondatrices de Sing For Hope, association de musique,,,,,.

## Jeunesse et formation
Camille Zamora grandit à Houston et à Mexico, où ses parents, anciens volontaires du Peace Corps, sont enseignants. Elle étudie le chant et le piano à la High School for the Performing and Visual Arts (HSPVA) à Houston, TX, qui lui décerne  le Distinguished Alumni Award 2010 .
Camille Zamora fréquente la Juilliard School, où elle obtient un diplôme de chant en 2002 et son diplôme d'artiste en études d'opéra en 2004,,. Elle est membre du Juilliard Opera Center. À Juilliard, Zamora interprète divers rôles principaux, dont la Comtesse dans Les Noces de Figaro, la Gouvernante dans Le Tour d'écrou, Diane dans Orphée aux Enfers et Hermione dans Oreste.
Elle se forme aussi par le programme des jeunes artistes à Glimmerglass Opera, elle obtient une bourse d'opéra au Aspen Music Festival et une bourse Lucrezia Bori pour étudier à l'Istituto Dante Alighieri à Sienne, en Italie.

## Carrière opératique
Camille Zamora se produit  dans plusieurs pays avec des ensembles tels que l'Orchestre de Saint Luke, le London Symphony Orchestra, le Guadalajara Symphony, l'American Symphony Orchestra, le Rochester Philharmonic Orchestra, l'Aberdeen Festival Orchestra et le Boston Festival Orchestra.
Elle apparaît notamment dans : Twin Spirits : Robert et Clara Schumann avec Sting, Joshua Bell et Nathan Gunn au Lincoln Center for the Performing Arts et au Music Center de Los Angeles ; La Voix Humaine à l'Opéra d'Auckland (Nouvelle-Zélande) et au Festival international Phoenicia ; Così fan tutte aux Glimmerglass et Virginia Operas ; Idomeneo au Boston Lyric Opera ; Don Giovanni à l'Opéra d'Anchorage ; L'incoronazione di Poppea au Houston Grand Opera ; Ariadne auf Naxos à l'Utah Opera; Luisa Fernanda à l'Opéra de Los Angeles ; Oreste au Festival dei Due Mondi Spoleto; Die Liebe der Danae avec l'Orchestre symphonique américain ; The Rainforest Cantata au Spoleto Festival USA; le Magnificat de Johann Sebastian Bach au Carnegie Hall ; la messe en ut de Ludwig van Beethoven au Alice Tully Hall ; la première mondiale de Song of Elos de Christopher Theofanidis au Carnegie Hall et à l'American Academy de Rome ; et les rôles-titres dans Susannah, Alcina et Anna Bolena,,,,
Zamora chante en concert avec le New York Festival of Song et le Lincoln Center Festival, donne des récitals en solo pour la série Musical Connections de Carnegie Hall et la série d'artistes de Sarasota, et a été présenté dans des émissions de récital en direct sur NPR, BBC Radio, Deutsche Radio, et SiriusXM Radio,,,.
Zamora interprète et enregistré des rôles principaux dans La verbena de la Paloma, La Revoltosa et Luisa Fernanda  . Elle enregistre aussi An AIDS Quilt Songbook: Sing for Hope, et trois albums avec l'American Symphony Orchestra dirigé par Leon Botstein : Die Verschworenen de Schubert, Die Liebe der Danae de Strauss et The Long Christmas Dinner de Hindemith,. En 2017, Zamora s'associe à Glen Roven pour produire "The Hillary Speeches", un concert filmé comprenant deux des discours décisifs d'Hillary Clinton mis en musique. Camille Zamora est aussi productrice associée sur l'album Presidential Suite: Eight Variations on Freedom qui a remporté le Grammy Award du meilleur album de grand ensemble de jazz en 2016,.
Avec Yo-Yo Ma, Cristina Pato et d'autres artistes de The Silk Road Ensemble, Camille Zamora apparaît dans The Music of Strangers, le film documentaire du réalisateur primé aux Oscars Morgan Neville .
Camille Zamora est aussi chroniqueuse sur les sujets culturels et artistiques pour le Huffington Post. Elle est conférencière sur ces thèmes au Aspen Ideas Festival, au Fortune Most Powerful Women's Summit, au Huffington Post Third Metric Summit et à Opera America ,.
Camille Zamora est enseignante, elle dirige des séminaires dans des universités et des conservatoires, notamment l'Université de Harvard, l'Université d'Oxford, l'Université du Kentucky, et la Juilliard School.

## Sing for Hope (chantons pour l'espoir)
En 2006, Camille Zamora se joint à sa collègue chanteuse d'opéra et diplômée de Juilliard Monica Yunus pour former Sing For Hope, une organisation à but non lucratif dont le siège est à New York qui propose des programmes de sensibilisation aux arts dans les communautés dans le besoin et fournit un réseau de soutien aux artistes qui veulent redonner à leurs communautés,,,,. Sing for Hope propose plusieurs programmes de sensibilisation aux arts, mettant en relation des artistes avec des écoles, des établissements de santé et des organisations communautaires sous-financés, et présentant des projets, tels que les 88 Sing for Hope Pianos dans des parcs et des espaces publics à New York., pour accroître l'accessibilité aux arts ,,,,.
Camille Zamora fonde, à la mémoire de son défunt ami, le ténor Frank Logan, un gala d'opéra finançant la lutte contre le sida, elle s'en inspire pour Sing For Hope. En 2012,à New York, elle interprète les œuvres des compositeurs Herschel Garfein, Robert Aldridge et Scott Gendel pour la première fois. Le concert est produit par Sing for Hope pour commémorer la première réaction organisée du monde de la musique classique à la crise du sida .
Sing for Hope met à disposition des usagers des pianos conçus par des artistes dans les rues de New York. Pour marquer le 10e anniversaire de l'organisation en 2016, elle a fait don de 50 pianos aux écoles publiques de la communauté de New York. 50 autres pianos sont donnés  aux écoles publiques des cinq arrondissements en 2017,.

## Reconnaissance
Zamora est nommée parmi les personnes les plus intrigantes de CNN en 2010 . En 2013, elle a été nommée l'une des "cinquante meilleures américaines en philanthropie" par Town and Country Magazine, présentée comme "New Yorker of the Week" par NY1 et présentée sur NBC Latino,. Zamora a été reconnue par le Ladies Home Journal comme l'une des « seize femmes qui ont rendu le monde plus heureux ». À partir de 2012, la mairesse de Houston, Annise Parker, remet le prix Camille Zamora aux personnes qui font un don à Bering Omega Community Services pour la recherche sur le VIH / sida. Le prix annuel, créé par le conseil d'administration de Bering Omega, s'élargit pour honorer les individus et les organisations qui apportent des contributions significatives à la communauté de la région de Houston touchée par le VIH/SIDA,.
Elle se produit aux Nations Unies et au Sommet des femmes les plus puissantes de Fortune,,,. Zamora est récipiendaire d'un World Harmony Run Torch-Bearer Award en 2010 et a été reconnu par le Congressional Hispanic Caucus,. En 2016, Zamora elle est nommée artiste citoyenne du Kennedy Center.